# Nemeritis arianensis
Nemeritis arianensis är en stekelart som beskrevs av Smits van Burgst 1913. Nemeritis arianensis ingår i släktet Nemeritis och familjen brokparasitsteklar. Inga underarter finns listade i Catalogue of Life.